# Double mixte de tennis aux Jeux olympiques d'été de 2024
Le tournoi du double mixte de tennis aux Jeux olympiques d'été de 2024 se déroule au stade Roland-Garros à Paris, en France, du 29 juillet au 2 août 2024.

## Organisation

### Format
Le tableau du double mixte réunit 16 équipes et se joue en 4 tours. Tous les matchs se jouent en 2 sets gagnants. En cas d'égalité à un set partout, un super tie-break est joué pour départager les deux équipes.

### Participants
Seuls des joueurs et joueuses déjà qualifiés en simple ou en double peuvent concourir, dans la limite d'une seule équipe par CNO. 

## Médaillés
La paire tchèque Kateřina Siniaková / Tomáš Macháč remporte la médaille d'or en battant en finale la paire chinoise Wang Xinyu / Zhang Zhizhen. 
La paire canadienne Gabriela Dabrowski / Félix Auger-Aliassime décroche la médaille de bronze en battant, lors de la petite finale, la paire néerlandaise Demi Schuurs / Wesley Koolhof.

## Parcours
| No | Équipe                           | Résultat      | Ultimes adversaires                      |
| -- | -------------------------------- | ------------- | ---------------------------------------- |
| 1  | Laura Siegemund Alexander Zverev | 1er tour      | Kateřina Siniaková Tomáš Macháč          |
| 2  | Matthew Ebden Ellen Perez        | 1/4 de finale | Zheng Qinwen Zhang Zhizhen (Alt)         |
| 3  | Coco Gauff Taylor Fritz          | 1/4 de finale | Gabriela Dabrowski Félix Auger-Aliassime |
| 4  | María Sákkari Stéfanos Tsitsipás | 1er tour      | Demi Schuurs Wesley Koolhof              |

## Résultats

### Tableau final
|  |                                            |                                   |                            |            |            |                               |   |             |        |        |        |        |
|  | 1/2 finale                                 | 1/2 finale                        | 1/2 finale                 | 1/2 finale | 1/2 finale |                               |   | Finale      | Finale | Finale | Finale | Finale |
|  |                                            |                                   |                            |            |            |                               |   |             |        |        |        |        |
|  |                                            |                                   |                            |            |            |                               |   |             |        |        |        |        |
|  | Kateřina Siniaková Tomáš Macháč            |                                   | 6                          | 6          |            |                               |   |             |        |        |        |        |
|  | Kateřina Siniaková Tomáš Macháč            | 2 août 2024                       | 6                          | 6          |            |                               |   |             |        |        |        |        |
|  | Gabriela Dabrowski Félix Auger-Aliassime   |                                   | 3                          | 3          |            |                               |   |             |        |        |        |        |
|  | Gabriela Dabrowski Félix Auger-Aliassime   | Kateřina Siniaková · Tomáš Macháč | 3                          | 3          |            | 6                             | 5 | 10          |        |        |        |        |
|  |                                            |                                   |                            |            |            | 6                             | 5 | 10          |        |        |        |        |
|  |                                            |                                   | Wang Xinyu · Zhang Zhizhen | (Alt)      | 2          | 7                             | 8 |             |        |        |        |        |
|  | Demi Schuurs Wesley Koolhof                |                                   | Wang Xinyu · Zhang Zhizhen | (Alt)      | 2          | 7                             | 8 | 6           | 4      | 4      |        |        |
|  | Demi Schuurs Wesley Koolhof                |                                   |                            |            |            |                               |   | 6           | 4      | 4      |        |        |
|  | Wang Xinyu Zhang Zhizhen                   | (Alt)                             | 2                          | 6          | 10         |                               |   |             |        |        |        |        |
|  | Wang Xinyu Zhang Zhizhen                   | (Alt)                             | 2                          | 6          | 10         | Match pour la troisième place |   |             |        |        |        |        |
|  |                                            |                                   |                            |            |            |                               |   |             |        |        |        |        |
|  |                                            |                                   |                            |            |            |                               |   | 2 août 2024 |        |        |        |        |
|  |                                            |                                   |                            |            |            |                               |   |             |        |        |        |        |
|  | Gabriela Dabrowski · Félix Auger-Aliassime |                                   | 6                          | 7          |            |                               |   |             |        |        |        |        |
|  | Gabriela Dabrowski · Félix Auger-Aliassime |                                   | 6                          | 7          |            |                               |   |             |        |        |        |        |
|  | Demi Schuurs Wesley Koolhof                |                                   | 3                          | 62         |            |                               |   |             |        |        |        |        |

### Tableau complet
|  |                                          |                                          |                                          |                                          |                                          |                                          |                         |                             |                                 |                                 |                                   |                                 |                                 |                                 |                                 |                                 |        |        |        |        |        |        |        |        |
|  | 1er tour                                 | 1er tour                                 | 1er tour                                 | 1er tour                                 | 1er tour                                 |                                          |                         | 1/4 de finale               | 1/4 de finale                   | 1/4 de finale                   | 1/4 de finale                     | 1/4 de finale                   |                                 |                                 | Finale                          | Finale                          | Finale | Finale | Finale | Finale | Finale | Finale | Finale | Finale |
|  |                                          |                                          |                                          |                                          |                                          |                                          |                         |                             |                                 |                                 |                                   |                                 |                                 |                                 |                                 |                                 |        |        |        |        |        |        |        |        |
|  |                                          |                                          |                                          |                                          |                                          |                                          |                         |                             | 1/2 finale                      |                                 |                                   |                                 |                                 |                                 |                                 |                                 |        |        |        |        |        |        |        |        |
|  |                                          |                                          |                                          |                                          |                                          |                                          |                         |                             |                                 |                                 |                                   |                                 |                                 |                                 |                                 |                                 |        |        |        |        |        |        |        |        |
|  |                                          |                                          |                                          |                                          |                                          |                                          |                         |                             |                                 |                                 |                                   |                                 |                                 |                                 |                                 |                                 |        |        |        |        |        |        |        |        |
|  | Laura Siegemund Alexander Zverev         | (1)                                      | 4                                        | 5                                        |                                          |                                          |                         |                             |                                 |                                 |                                   |                                 |                                 |                                 |                                 |                                 |        |        |        |        |        |        |        |        |
|  | Laura Siegemund Alexander Zverev         | (1)                                      | 4                                        | 5                                        |                                          |                                          |                         |                             |                                 |                                 |                                   |                                 |                                 |                                 |                                 |                                 |        |        |        |        |        |        |        |        |
|  | Kateřina Siniaková Tomáš Macháč          |                                          | 6                                        | 7                                        |                                          |                                          |                         |                             |                                 |                                 |                                   |                                 |                                 |                                 |                                 |                                 |        |        |        |        |        |        |        |        |
|  | Kateřina Siniaková Tomáš Macháč          | Kateřina Siniaková Tomáš Macháč          | 6                                        | 7                                        |                                          | 7                                        | 6                       |                             |                                 |                                 |                                   |                                 |                                 |                                 |                                 |                                 |        |        |        |        |        |        |        |        |
|  |                                          |                                          |                                          |                                          |                                          | 7                                        | 6                       |                             |                                 |                                 |                                   |                                 |                                 |                                 |                                 |                                 |        |        |        |        |        |        |        |        |
|  |                                          |                                          | Ena Shibahara Kei Nishikori              | (PR)                                     | 5                                        | 2                                        |                         |                             |                                 |                                 |                                   |                                 |                                 |                                 |                                 |                                 |        |        |        |        |        |        |        |        |
|  | Caroline Garcia Édouard Roger-Vasselin   |                                          | Ena Shibahara Kei Nishikori              | (PR)                                     | 5                                        | 2                                        | 4                       | 6                           | 7                               |                                 |                                   |                                 |                                 |                                 |                                 |                                 |        |        |        |        |        |        |        |        |
|  | Caroline Garcia Édouard Roger-Vasselin   |                                          |                                          |                                          |                                          |                                          |                         |                             | 7                               |                                 |                                   |                                 |                                 |                                 |                                 |                                 |        |        |        |        |        |        |        |        |
|  | Ena Shibahara Kei Nishikori              | (PR)                                     | 6                                        | 3                                        | 10                                       |                                          |                         |                             |                                 |                                 |                                   |                                 |                                 |                                 |                                 |                                 |        |        |        |        |        |        |        |        |
|  | Ena Shibahara Kei Nishikori              | (PR)                                     | 6                                        | 3                                        | 10                                       |                                          |                         |                             | Kateřina Siniaková Tomáš Macháč | Kateřina Siniaková Tomáš Macháč | Kateřina Siniaková Tomáš Macháč   | Kateřina Siniaková Tomáš Macháč | Kateřina Siniaková Tomáš Macháč | Kateřina Siniaková Tomáš Macháč |                                 | 6                               | 6      |        |        |        |        |        |        |        |
|  |                                          |                                          |                                          |                                          |                                          |                                          |                         |                             | Kateřina Siniaková Tomáš Macháč | Kateřina Siniaková Tomáš Macháč | Kateřina Siniaková Tomáš Macháč   | Kateřina Siniaková Tomáš Macháč | Kateřina Siniaková Tomáš Macháč | Kateřina Siniaková Tomáš Macháč |                                 | 6                               | 6      |        |        |        |        |        |        |        |
|  | Gabriela Dabrowski Félix Auger-Aliassime | Gabriela Dabrowski Félix Auger-Aliassime | Gabriela Dabrowski Félix Auger-Aliassime | Gabriela Dabrowski Félix Auger-Aliassime | Gabriela Dabrowski Félix Auger-Aliassime | Gabriela Dabrowski Félix Auger-Aliassime |                         | 3                           | 3                               |                                 |                                   |                                 |                                 |                                 |                                 |                                 |        |        |        |        |        |        |        |        |
|  | Gabriela Dabrowski Félix Auger-Aliassime | Gabriela Dabrowski Félix Auger-Aliassime | Gabriela Dabrowski Félix Auger-Aliassime | Gabriela Dabrowski Félix Auger-Aliassime | Gabriela Dabrowski Félix Auger-Aliassime | Gabriela Dabrowski Félix Auger-Aliassime | Coco Gauff Taylor Fritz | 3                           | 3                               | (3)                             | 6                                 | 6                               | 10                              |                                 |                                 |                                 |        |        |        |        |        |        |        |        |
|  |                                          |                                          |                                          |                                          |                                          |                                          | Coco Gauff Taylor Fritz |                             |                                 | (3)                             | 6                                 | 6                               | 10                              |                                 |                                 |                                 |        |        |        |        |        |        |        |        |
|  | Nadia Podoroska Máximo González          | (Alt)                                    | 1                                        | 7                                        | 5                                        |                                          |                         |                             |                                 |                                 |                                   |                                 |                                 |                                 |                                 |                                 |        |        |        |        |        |        |        |        |
|  | Nadia Podoroska Máximo González          | (Alt)                                    | 1                                        | 7                                        | 5                                        | Coco Gauff Taylor Fritz                  | (3)                     | 62                          | 6                               | 8                               |                                   |                                 |                                 |                                 |                                 |                                 |        |        |        |        |        |        |        |        |
|  |                                          |                                          |                                          |                                          |                                          | Coco Gauff Taylor Fritz                  | (3)                     | 62                          | 6                               | 8                               |                                   |                                 |                                 |                                 |                                 |                                 |        |        |        |        |        |        |        |        |
|  |                                          |                                          | Gabriela Dabrowski Félix Auger-Aliassime |                                          | 7                                        | 3                                        | 10                      |                             |                                 |                                 |                                   |                                 |                                 |                                 |                                 |                                 |        |        |        |        |        |        |        |        |
|  | Heather Watson Joe Salisbury             |                                          | Gabriela Dabrowski Félix Auger-Aliassime | 5                                        | 7                                        | 3                                        | 10                      | 6                           | 3                               |                                 |                                   |                                 |                                 |                                 |                                 |                                 |        |        |        |        |        |        |        |        |
|  | Heather Watson Joe Salisbury             |                                          |                                          |                                          |                                          |                                          |                         |                             |                                 |                                 |                                   |                                 |                                 |                                 |                                 |                                 |        |        |        |        |        |        |        |        |
|  | Gabriela Dabrowski Félix Auger-Aliassime |                                          | 7                                        | 4                                        | 10                                       |                                          |                         |                             |                                 |                                 |                                   |                                 |                                 |                                 |                                 |                                 |        |        |        |        |        |        |        |        |
|  | Gabriela Dabrowski Félix Auger-Aliassime |                                          |                                          |                                          |                                          |                                          |                         |                             |                                 |                                 | Kateřina Siniaková Tomáš Macháč   | Kateřina Siniaková Tomáš Macháč | Kateřina Siniaková Tomáš Macháč | Kateřina Siniaková Tomáš Macháč | Kateřina Siniaková Tomáš Macháč | Kateřina Siniaková Tomáš Macháč |        | 6      | 5      | 10     |        |        |        |        |
|  |                                          |                                          |                                          |                                          |                                          |                                          |                         |                             |                                 |                                 | Kateřina Siniaková Tomáš Macháč   | Kateřina Siniaková Tomáš Macháč | Kateřina Siniaková Tomáš Macháč | Kateřina Siniaková Tomáš Macháč | Kateřina Siniaková Tomáš Macháč | Kateřina Siniaková Tomáš Macháč |        | 6      | 5      | 10     |        |        |        |        |
|  | Wang Xinyu Zhang Zhizhen                 | Wang Xinyu Zhang Zhizhen                 | Wang Xinyu Zhang Zhizhen                 | Wang Xinyu Zhang Zhizhen                 | Wang Xinyu Zhang Zhizhen                 | Wang Xinyu Zhang Zhizhen                 | (Alt)                   | 2                           | 7                               | 8                               |                                   |                                 |                                 |                                 |                                 |                                 |        |        |        |        |        |        |        |        |
|  | Wang Xinyu Zhang Zhizhen                 | Wang Xinyu Zhang Zhizhen                 | Wang Xinyu Zhang Zhizhen                 | Wang Xinyu Zhang Zhizhen                 | Wang Xinyu Zhang Zhizhen                 | Wang Xinyu Zhang Zhizhen                 | (Alt)                   | 2                           | 7                               | 8                               | Sara Errani Andrea Vavassori      |                                 | 6                               | 6                               |                                 |                                 |        |        |        |        |        |        |        |        |
|  |                                          |                                          |                                          |                                          |                                          |                                          |                         |                             |                                 |                                 |                                   |                                 | 6                               | 6                               |                                 |                                 |        |        |        |        |        |        |        |        |
|  | Mirra Andreeva Daniil Medvedev           |                                          | 3                                        | 2                                        |                                          |                                          |                         |                             |                                 |                                 |                                   |                                 |                                 |                                 |                                 |                                 |        |        |        |        |        |        |        |        |
|  | Mirra Andreeva Daniil Medvedev           | Sara Errani Andrea Vavassori             | 3                                        | 2                                        |                                          | 7                                        | 3                       | 9                           |                                 |                                 |                                   |                                 |                                 |                                 |                                 |                                 |        |        |        |        |        |        |        |        |
|  |                                          |                                          |                                          |                                          |                                          | 7                                        | 3                       | 9                           |                                 |                                 |                                   |                                 |                                 |                                 |                                 |                                 |        |        |        |        |        |        |        |        |
|  |                                          |                                          | Demi Schuurs Wesley Koolhof              |                                          | 64                                       | 6                                        | 11                      |                             |                                 |                                 |                                   |                                 |                                 |                                 |                                 |                                 |        |        |        |        |        |        |        |        |
|  | Demi Schuurs Wesley Koolhof              |                                          | Demi Schuurs Wesley Koolhof              | 6                                        | 64                                       | 6                                        | 11                      | 7                           |                                 |                                 |                                   |                                 |                                 |                                 |                                 |                                 |        |        |        |        |        |        |        |        |
|  | Demi Schuurs Wesley Koolhof              |                                          |                                          | 6                                        |                                          |                                          |                         |                             |                                 |                                 |                                   |                                 |                                 |                                 |                                 |                                 |        |        |        |        |        |        |        |        |
|  | María Sákkari Stéfanos Tsitsipás         | (4)                                      | 4                                        | 63                                       |                                          |                                          |                         |                             |                                 |                                 |                                   |                                 |                                 |                                 |                                 |                                 |        |        |        |        |        |        |        |        |
|  | María Sákkari Stéfanos Tsitsipás         | (4)                                      | 4                                        | 63                                       |                                          |                                          |                         | Demi Schuurs Wesley Koolhof | Demi Schuurs Wesley Koolhof     | Demi Schuurs Wesley Koolhof     | Demi Schuurs Wesley Koolhof       | Demi Schuurs Wesley Koolhof     | Demi Schuurs Wesley Koolhof     |                                 | 6                               | 4                               | 4      |        |        |        |        |        |        |        |
|  |                                          |                                          |                                          |                                          |                                          |                                          |                         | Demi Schuurs Wesley Koolhof | Demi Schuurs Wesley Koolhof     | Demi Schuurs Wesley Koolhof     | Demi Schuurs Wesley Koolhof       | Demi Schuurs Wesley Koolhof     | Demi Schuurs Wesley Koolhof     |                                 | 6                               | 4                               | 4      |        |        |        |        |        |        |        |
|  | Wang Xinyu Zhang Zhizhen                 | Wang Xinyu Zhang Zhizhen                 | Wang Xinyu Zhang Zhizhen                 | Wang Xinyu Zhang Zhizhen                 | Wang Xinyu Zhang Zhizhen                 | Wang Xinyu Zhang Zhizhen                 | (Alt)                   | 2                           | 6                               | 10                              |                                   |                                 |                                 |                                 |                                 |                                 |        |        |        |        |        |        |        |        |
|  | Wang Xinyu Zhang Zhizhen                 | Wang Xinyu Zhang Zhizhen                 | Wang Xinyu Zhang Zhizhen                 | Wang Xinyu Zhang Zhizhen                 | Wang Xinyu Zhang Zhizhen                 | Wang Xinyu Zhang Zhizhen                 | (Alt)                   | 2                           | 6                               | 10                              | Luisa Stefani Thiago Seyboth Wild | (Alt)                           | 6                               | 3                               | 8                               |                                 |        |        |        |        |        |        |        |        |
|  |                                          |                                          |                                          |                                          |                                          |                                          |                         |                             |                                 |                                 | Luisa Stefani Thiago Seyboth Wild | (Alt)                           | 6                               | 3                               | 8                               |                                 |        |        |        |        |        |        |        |        |
|  | Wang Xinyu Zhang Zhizhen                 | (Alt)                                    | 3                                        | 6                                        | 10                                       |                                          |                         |                             |                                 |                                 |                                   |                                 |                                 |                                 |                                 |                                 |        |        |        |        |        |        |        |        |
|  | Wang Xinyu Zhang Zhizhen                 | (Alt)                                    | 3                                        | 6                                        | 10                                       | Wang Xinyu Zhang Zhizhen                 | (Alt)                   | 68                          | 7                               | 10                              |                                   |                                 |                                 |                                 |                                 |                                 |        |        |        |        |        |        |        |        |
|  |                                          |                                          |                                          |                                          |                                          | Wang Xinyu Zhang Zhizhen                 | (Alt)                   | 68                          | 7                               | 10                              |                                   |                                 |                                 |                                 |                                 |                                 |        |        |        |        |        |        |        |        |
|  |                                          |                                          | Ellen Perez Matthew Ebden                | (2)                                      | 7                                        | 68                                       | 5                       |                             |                                 |                                 |                                   |                                 |                                 |                                 |                                 |                                 |        |        |        |        |        |        |        |        |
|  | Sara Sorribes Tormo Marcel Granollers    |                                          | Ellen Perez Matthew Ebden                | (2)                                      | 7                                        | 68                                       | 5                       | 3                           | 4                               |                                 |                                   |                                 |                                 |                                 |                                 |                                 |        |        |        |        |        |        |        |        |
|  | Sara Sorribes Tormo Marcel Granollers    |                                          |                                          |                                          |                                          |                                          |                         | 3                           | 4                               |                                 |                                   |                                 |                                 |                                 |                                 |                                 |        |        |        |        |        |        |        |        |
|  | Ellen Perez Matthew Ebden                | (2)                                      | 6                                        | 6                                        |                                          |                                          |                         |                             |                                 |                                 |                                   |                                 |                                 |                                 |                                 |                                 |        |        |        |        |        |        |        |        |
|  | Ellen Perez Matthew Ebden                | (2)                                      | 6                                        | 6                                        |                                          |                                          |                         |                             |                                 |                                 |                                   |                                 |                                 |                                 |                                 |                                 |        |        |        |        |        |        |        |        |